# Vånga
Vånga est une localité de Suède dans la commune de Norrköping située dans le comté d'Östergötland.
Sa population était de 219 habitants en 2019.